# نان چاودار

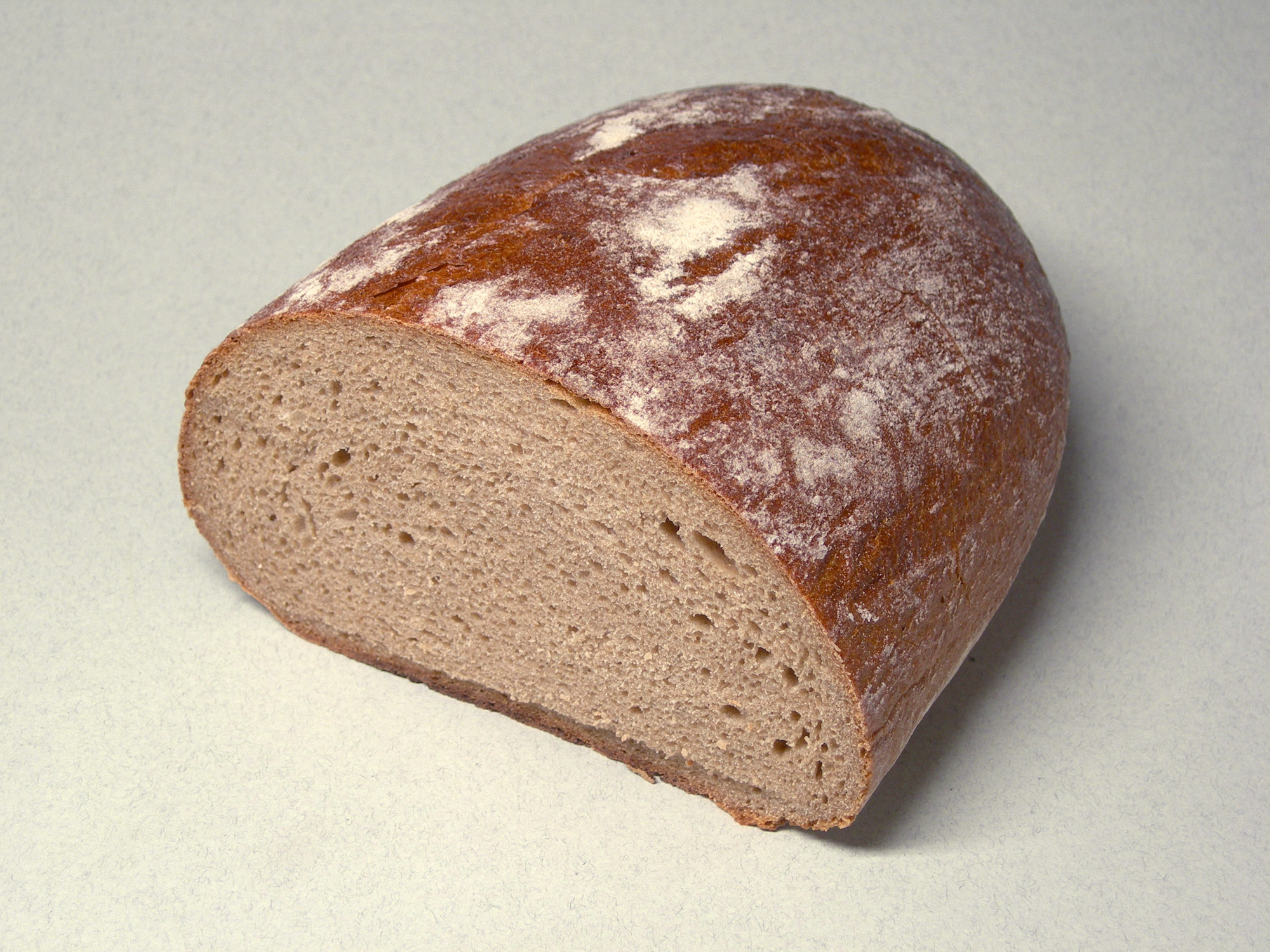
نان چاودار

نان چاودار یا نان روگن (انگلیسی: Rye bread) نوعی نان است که آرد آن از غله چاودار تهیه می‌شود. رنگ آن بسته به نوع غله استفاده شده ممکن است روشن یا تیره باشد.